# Іст-Футгіллс (Каліфорнія)
Іст-Футгіллс (англ. East Foothills) — переписна місцевість (CDP) в окрузі Санта-Клара, штат Каліфорнія, США. Населення — 6803 особи (2020).

## Географія
Іст-Футгіллс розташований за координатами 37°22′59″ пн. ш. 121°48′56″ зх. д. / 37.38306° пн. ш. 121.81556° зх. д. (37.383154, -121.815583). За даними Бюро перепису населення США в 2010 році переписна місцевість мала площу 5,91 км², уся площа — суходіл. 2017 року площа становила 5,44 км², уся площа — суходіл.

## Демографія
Згідно з переписом 2010 року в переписній місцевості мешкало 8269 осіб у 2698 домогосподарствах у складі 2063 родин. Густота населення становила 1398 осіб/км². Було 2830 помешкань (479/км²).
Расовий склад населення:
| - 58,7 % — білих - 17,5 % — азіатів - 2,5 % — чорних або афроамериканців - 0,9 % — корінних американців - 0,5 % — вихідців з тихоокеанських островів - 14,7 % — осіб інших рас |

До двох чи більше рас належало 5,2 %. Частка іспаномовних становила 37,7 % від усіх жителів.
За віковим діапазоном населення розподілялося таким чином: 22,0 % — особи молодші 18 років, 62,4 % — особи у віці 18—64 років, 15,6 % — особи у віці 65 років та старші. Медіана віку мешканця становила 42,0 року. На 100 осіб жіночої статі у переписній місцевості припадало 99,9 чоловіків;  на 100 жінок у віці від 18 років та старших — 96,7 чоловіків також старших 18 років.
Середній дохід на одне домашнє господарство  становив 140 616 доларів США (медіана — 125 037), а середній дохід на одну сім'ю — 154 231 долар (медіана — 138 542). Медіана доходів становила 65 284 долари для чоловіків та 70 703 долари для жінок. За межею бідності перебувало 6,6 % осіб, у тому числі 12,9 % дітей у віці до 18 років та 7,0 % осіб у віці 65 років та старших.
Цивільне працевлаштоване населення становило 3245 осіб. Основні галузі зайнятості: освіта, охорона здоров'я та соціальна допомога — 21,9 %, виробництво — 20,4 %, науковці, спеціалісти, менеджери — 16,5 %.